# Gewöhnliche Douglasie
Die Gewöhnliche Douglasie (Pseudotsuga menziesii), oft einfach nur Douglasie oder umgangssprachlich auch Douglastanne, Douglasfichte, Douglaskiefer bzw. nach der Herkunft Oregon pine genannt, ist eine Pflanzenart aus der Gattung der Douglasien (Pseudotsuga). Sie ist ein in Nordamerika heimisches und in Europa forstlich angebautes, fremdländisches Nadelgehölz.

## Beschreibung

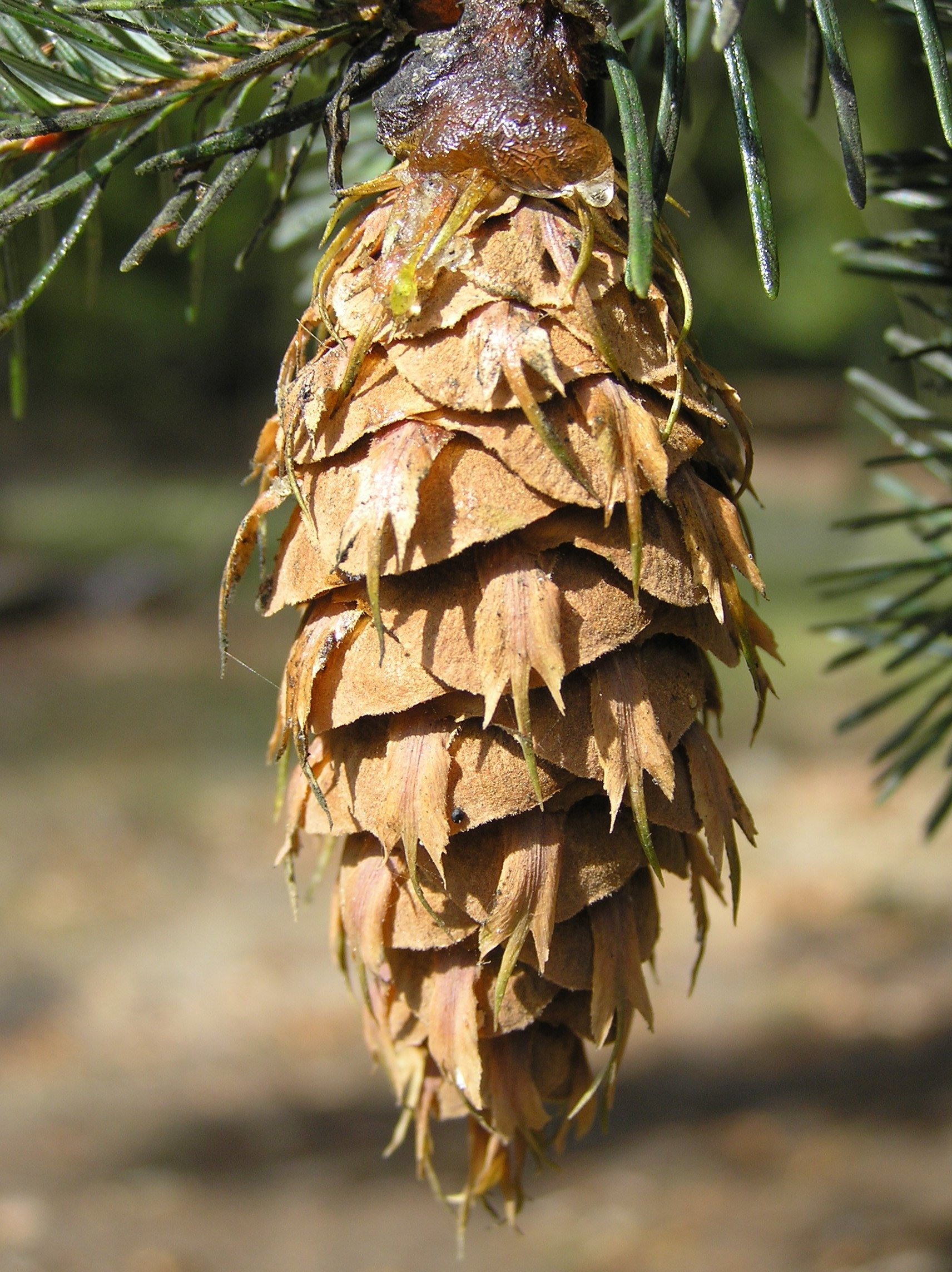
Reifer Zapfen

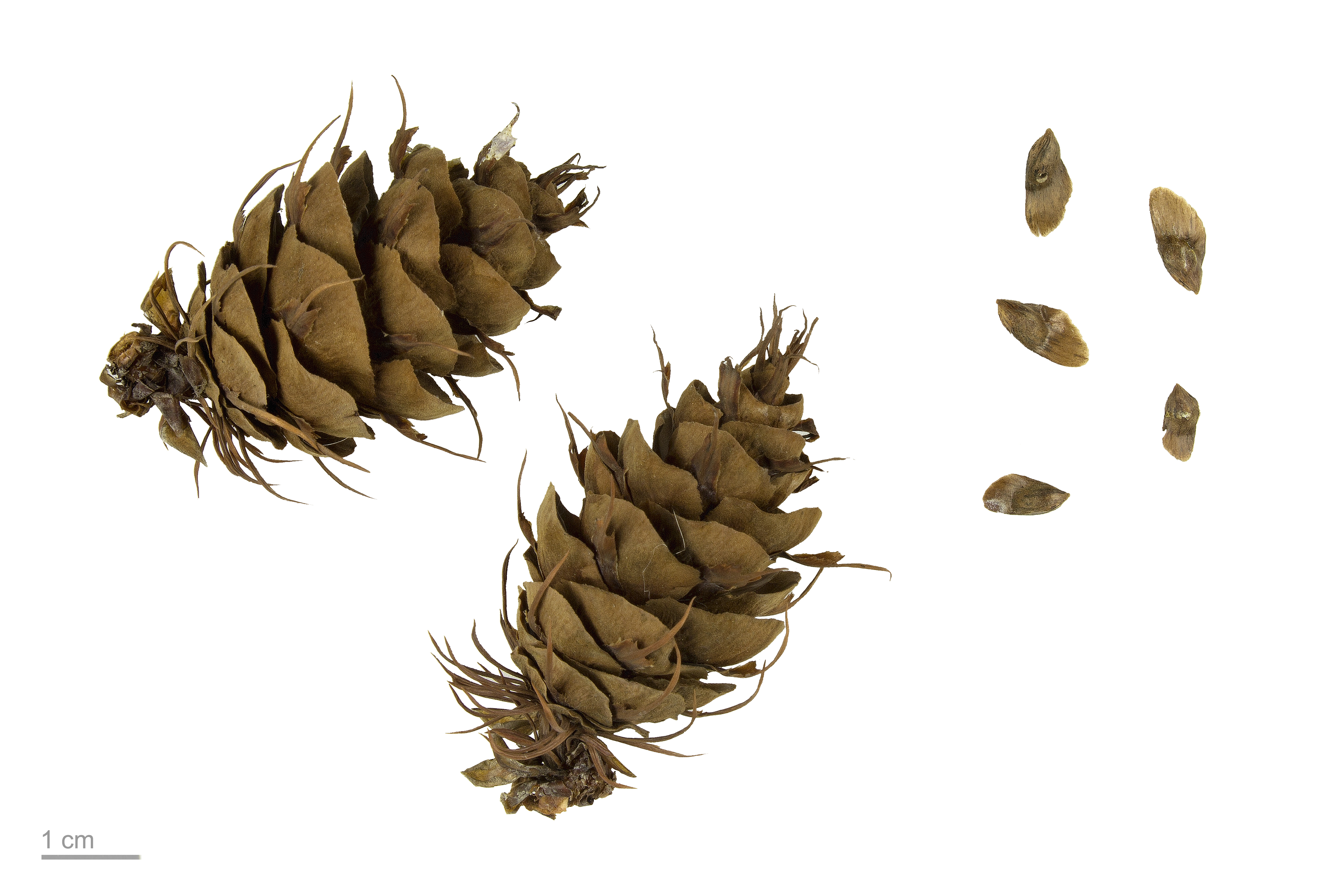
Reife Zapfen und Samen

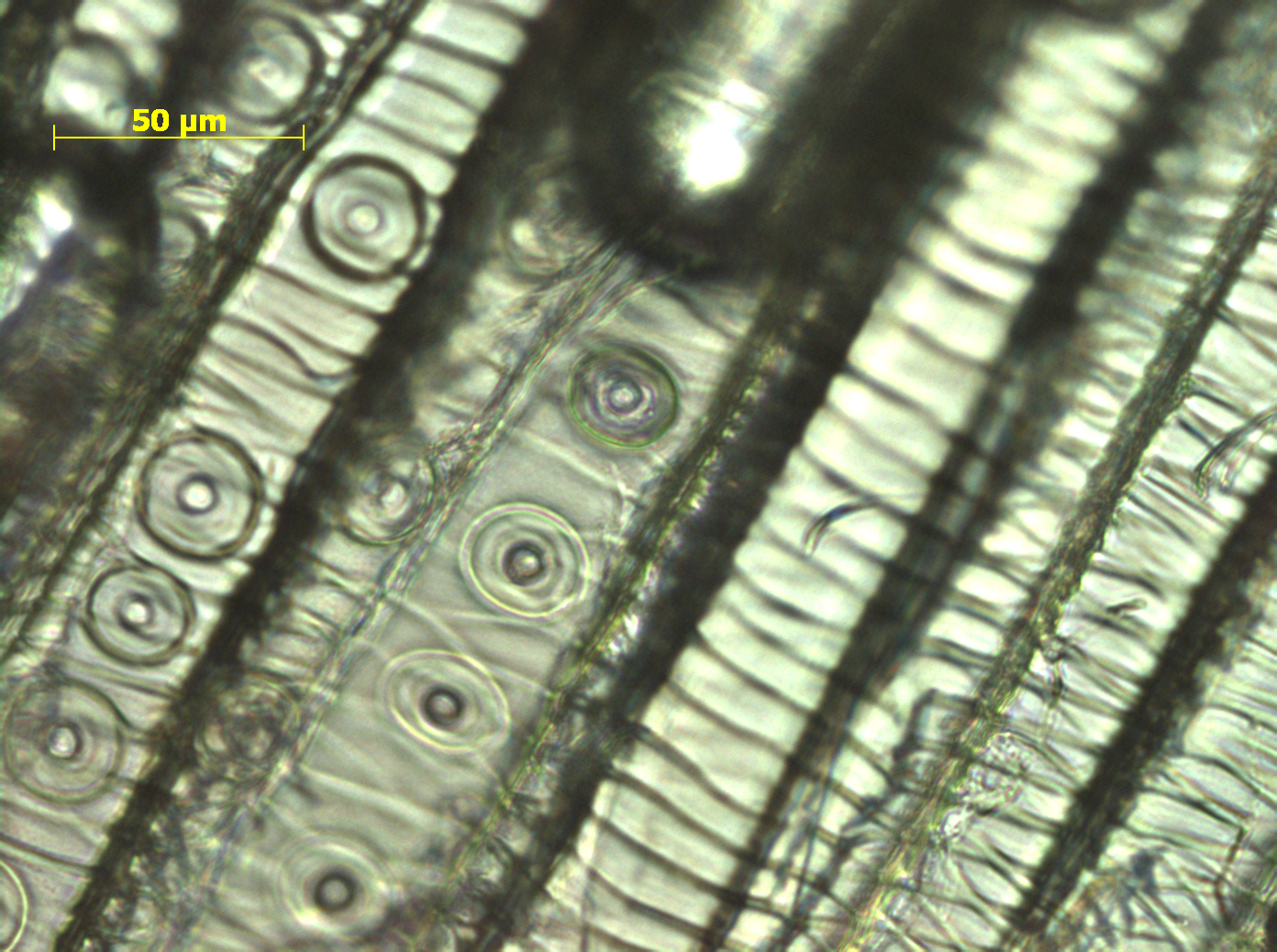
Typische spiralverstärkte Tracheiden einer Douglasie in einer Mikroskopie

### Erscheinungsbild und Nadeln
Die Douglasie ist ein immergrüner Baum. In Europa erreicht sie Wuchshöhen über 60, in den USA bis über 100 Meter. Wohl gesichert ist eine Höhe von über 117 Meter. Die höchste jemals gefundene Douglasie, der Nooksack Giant, soll 142 Meter hoch gewesen sein, dies wäre weitaus höher als jeder heute noch stehende Baum (der derzeit höchste ist ein Küstenmammutbaum von etwa 116 Metern Höhe in Kalifornien). Die kräftigsten Exemplare erreichen an der Basis einen Stammdurchmesser bis über 4,5 Meter. Die Douglasie bildet eine relativ schlanke, kegelförmige Krone.
Die Douglasie wächst schnell und kann ein Höchstalter von 400 (Pseudotsuga menziesii var. glauca) bis über 1400 (Pseudotsuga menziesii var. menziesii) Jahren erreichen. Sie hat ein herzförmiges Wurzelsystem. Die Sämlinge besitzen acht bis zehn Keimblätter (Kotyledonen).
Die Nadeln sind grün bis blaugrün, einzeln stehend, weich und stumpf. Sie sind 3 bis 4 Zentimeter lang und verströmen, wenn man sie zerreibt, einen aromatischen, angenehmen (zitronenartigen) Geruch. Im Unterschied zu Fichten sitzen die Douglasiennadeln unmittelbar auf dem Zweig auf; anders als bei Tannen ist aber ihre Basis nicht verdickt.

### Zapfen und Samen
Die Douglasie ist einhäusig getrenntgeschlechtig (monözisch). Die männlichen Zapfen sind gelb-rot. Sie blüht vor dem Austrieb und sie ist windblütig, aber der Pollen hat keine Luftsäcke; auch Bestäubungstropfen fehlen. Mit 15 bis 40 Jahren ist die Douglasie blühfähig. Die Zapfen weisen eine Länge von 4 bis 10 Zentimetern und einen Durchmesser von 3 bis 3,5 Zentimetern auf. Zur Reifezeit hängen sie und fallen als Ganzes ab, wie bei der Fichte. Die Deckschuppen ragen weit über die Samenschuppen hinaus und sind an der Spitze dreizipfelig. Die Douglasie blüht auf der Nordhalbkugel im Allgemeinen von April bis Mai. Die Samen reifen bis September und werden von Oktober bis November freigegeben. Der Samen ist 5 bis 6 Millimeter lang mit einem Flügel, der länger ist als das Samenkorn.

### Chromosomenzahl
Die Chromosomenzahl beträgt 2n = 26.

## Ökologie
Die Gewöhnliche Douglasie ist ein Lichtkeimer und die Keimung erfolgt oberirdisch (epigäisch).
Die Gewöhnliche Douglasie ist ein schattenfester, schnellwüchsiger, immergrüner Nadelbaum, der bis etwa 400 Jahre alt werden kann; seine forstliche Umtriebszeit beträgt 60 bis 100 Jahre. In seiner Heimat, im pazifischen Nordamerika, fand man 800 Jahre alte Bäume mit Wuchshöhen von 70, selten bis zu 90 Metern und Stammdurchmessern von über 2 Metern; sie gehören damit zu den größten Bäumen der Welt. 1991 wurde in New Mexico auf einer Höhenlage von 2070 Metern ein 929 Jahre altes Exemplar mit einer Wuchshöhe von 90 Metern gefunden.
Douglasien haben eine relativ feuerresistente Borke und Erneuerungsknospen, die nach einem Brand zerstörte Organe ersetzen können.
Die häufigsten Pilzschädlinge für die Douglasie sind die „Rostige Douglasienschütte“ (Rhabdocline pseudotsugae H.Sydow) und die „Rußige Douglasienschütte“ (Phaeocryptopus gaeumannii (Rohde) Petrak). Beide Pilze sind Schlauchpilze (Ascomyceten); die Infektion mittels der Sporen erfolgt direkt durch die Epidermis bei der Rostigen bzw. durch die Stomata der Blätter bei der Rußigen Douglasienschütte. Das Symptom ist jeweils eine Verfärbung der Blätter von gelbgrün bis hin zu rostbraun. Die Entnadelung erfolgt jahrweise, sodass benadelte und unbenadelte Jahrestriebe an einem Ast nebeneinander vorkommen können. Die Küsten-Douglasie scheint weniger anfällig für einen Befall der Rostigen Douglasienschütte zu sein, weshalb sie in Deutschland bevorzugt angebaut wird. Außerdem kann Grauschimmelfäule (Botrytis cinerea Pers.) auf Douglasien vorkommen.
Zu den Fressfeinden der Douglasie zählt in ihrer Aufwuchsphase auch das pflanzenfressende Wild, in ihrer Heimat in Nordamerika etwa der Maultierhirsch und in Europa u. a. das Reh. Fegen und Schälen durch Wild tritt typischerweise bis zur Ausbildung der Grobborke im Alter von rund 15 Jahren auf.
Douglasien gehen eine Mykorrhiza-Symbiose mit dem Zweifarbigen Lacktrichterling ein, die bei den Keimlingen eine Verdreifachung der Biomasse bewirken kann. Vor diesem Hintergrund wird der Pilz im französischen Douglasienanbau zur Verbesserung des Pflanzenwachstums eingesetzt. Mit der Douglasie wurden der Douglasien-Röhrling (Suillus lakei) und der Blauende Schmierröhrling (Suillus caerulescens) nach Europa eingeschleppt.

### Synökologie in Nordamerika
Naturbelassene Douglasienbestände in Nordamerika zeichnen sich durch eine sehr hohe Biodiversität aus. Die Douglasie gilt hier als diejenige Baumart mit der höchsten Vielfalt an, auf und von ihr lebenden wirbellosen Arten. Rund 140 phytophage Arten nutzen sie hier als Nahrungspflanze.
Douglasiensamen sind eine wichtige Nahrungsquelle für zahlreiche Kleinsäuger und Vogelarten. In alten, hohen Douglasienbeständen kommt auch die hochspezialisierte Rote Baumwühlmaus vor, die ihr Leben nahezu ausschließlich in den Wipfeln von Douglasien verbringt und die sich in erster Linie von Douglasiennadeln ernährt.
Mit der Douglasien-Zwergmistel (Arceuthobium douglasii) gibt es auch eine parasitische Pflanzenart, die ausschließlich von Douglasien abhängig ist.

### Synökologie in Europa
In Europa ist die Douglasie im Vergleich zu den heimischen Arten Fichte und Tanne entgegen älteren Auffassungen nicht generell und durchgängig artenärmer besiedelt. Je nach betrachteter Artengruppe, Bestockungsanteil der Douglasie und Jahreszeit ergeben sich große Unterschiede, weshalb eine differenzierte Betrachtung notwendig ist. Allerdings existiert eine Reihe spezialisierter Nadelbaumbesiedler, die die Art zumindest bisher meiden, sodass insbesondere bei seltenen und hoch spezialisierten Arten (z. B. den auf den Roten Listen aufgeführten Arten) die Douglasie artenärmer besiedelt ist als die heimischen Nadelbaumarten. In Europa wurden beispielsweise bisher 24 Borkenkäferarten und 14 Bockkäferarten an Douglasienholz nachgewiesen. Douglasienwälder weisen nach Erkenntnissen des Landesamtes für Natur, Umwelt und Verbraucherschutz Nordrhein-Westfalen eine geringere Artenvielfalt und Individuendichte bei Vögeln, Asseln, Spinnen, Laufkäfern, Rüsselkäfern, Ameisen, Moosen, Flechten und Pilzen als heimische Baumarten auf.
Zwei pflanzenfressende Insektenarten aus dem nordamerikanischen Ursprungs-Verbreitungsgebiet der Douglasie wurden unbeabsichtigt mit importiert und haben sich in Europa ausgebreitet: die Douglasienwolllaus (zwei Arten, Gilletteella cooleyi, Gilletteella coweni) und die Douglasiensamenwespe (Megastigmus spermotrophus). Die Douglasienwolllaus zählt auch in Mitteleuropa zu den wichtigsten forstschädlichen Arten. Seit 2015 haben sich in Europa auch Douglasien-Gallmücken der Gattung Contarinia ausgebreitet.
Durch Etablierung auf Douglasien spezialisierter Insektenarten in Europa werden Ökosysteme mit Douglasienanteil artenreicher, zudem wird der teils invasive Charakter der Art in Europa abgeschwächt und zahlreiche heimische Insektenfresser finden in ihr zunehmend bessere Nahrungsgründe, wodurch eine gewisse ökologische Integration der Douglasie in Europa stattfindet.

## Vorkommen

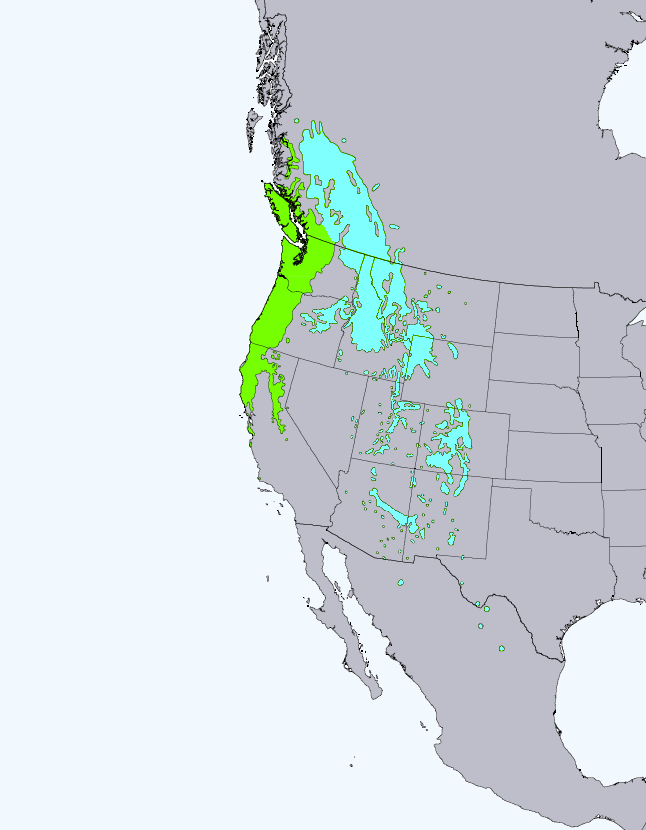
Natürliches Verbreitungsgebiet der Douglasie, grün: Pseudotsuga menziesii var. menziesii, blau: Pseudotsuga menziesii var. glauca

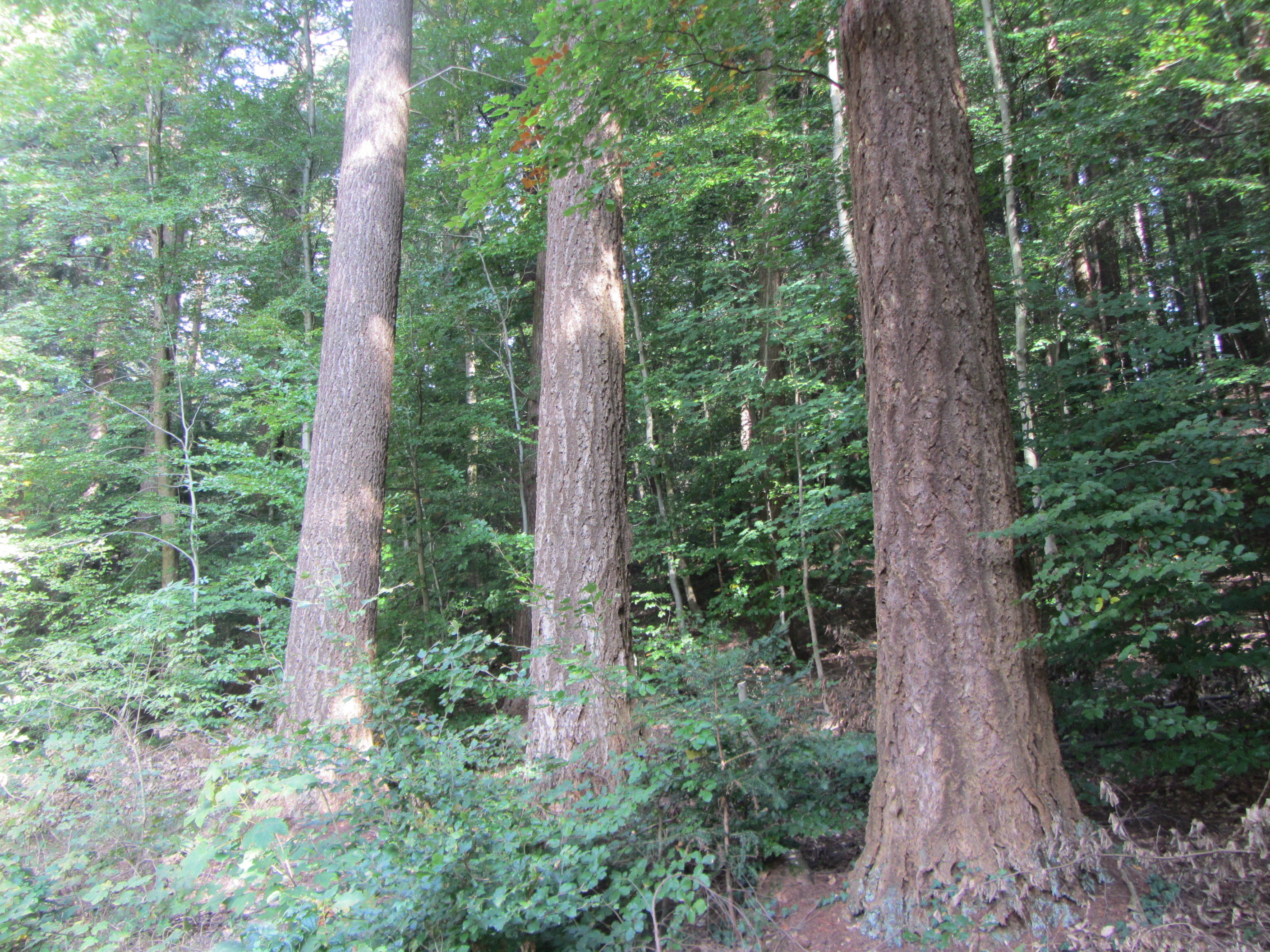
Douglasiengruppe im Forstlichen Versuchsgarten Grafrath (Landkreis Fürstenfeldbruck)

Das natürliche Verbreitungsgebiet der Douglasie (Pseudotsuga menziesii) ist der Westen Nordamerikas, wo sie an den Hängen der Rocky Mountains sowie der Kaskadenkette von British Columbia entlang der kalifornischen Sierra Nevada bis nach Mexiko weite Flächen einnimmt.
Der schottische Botaniker David Douglas brachte den nach ihm benannten Baum 1827 von einer nordamerikanischen Expedition mit nach Kew Gardens bei London. Seitdem wird die Douglasie in Mitteleuropa in bedeutendem Umfang im Forst, aber auch in Parks und Gärten angepflanzt. Im Jahr 1831 erreichten die ersten Douglasienpflanzen Deutschland. Die erste nachweislich im Südwesten gepflanzte Douglasie stand bis 1990 in Baden-Württemberg, sie wurde 1868 im damaligen württembergischen Forstbezirk Herrenberg am Dreimarkstein als wahrscheinlich 3-jähriger Baum gepflanzt. Als Pionier der Douglasie in Deutschland gilt der 1924 zum Landesforstmeister und Leiter der badischen Forstverwaltung ernannte Karl Philipp (1865–1937), der mit der Reichstagsabgeordneten Klara Philipp (Zentrum) verheiratet war. Er wurde zu einem der umstrittensten Forstleute seiner Zeit. Philipp hatte Weymouthskiefern und Douglasien bei einem privaten Aufenthalt in den USA 1891/92 kennengelernt. Er sorgte in Sulzburg und Freiburg für massive Anpflanzungen dieser raschwüchsigen Baumarten. Gleichzeitig rückte er unter dem Motto Der Rechenstift belehrt uns, dass reine Buchenwaldungen Bankrottbetriebe sind den traditionellen Buchenbeständen zu Leibe, wogegen die forstlichen Traditionalisten und älteren Fachleute wie Hans Hausrath regelrecht Sturm liefen.
Von der Lehrmeinung unberücksichtigt blieb lange Zeit John Richmond Booth, Inhaber der Baumschule James Booth und Söhne. Er hatte bereits 1831 im Jenischpark im damals zu Altona gehörenden Othmarschen eine Douglasie gepflanzt. Er und auch sein Sohn John Cornelius Booth haben auf Ländereien des Hamburger Kaufmanns Cesar Godeffroy zwischen 1842 und 1872 weit über 500 Douglasien gepflanzt.
Als eingeführte Art hat sich die Douglasie in vielen Ländern der Erde bewährt, sie ist die in Europa bei weitem wichtigste nicht heimische Forstbaumart. Die ersten, nun 120-jährigen Versuche in Deutschland ergeben je nach Unterart faszinierende Waldbilder. Der größte und massereichste Douglasienbestand Europas steht in Kiekindemark bei Parchim im Naturschutzgebiet Sonnenberg. In dem Endmoränengebiet wurden bereits im Frühjahr 1882 durch den Parchimer Forstsenator W. Evers die ersten Bestände mit Douglasiensamen direkt aus dem US-Staat Washington angelegt.
In Deutschland nimmt die Douglasie nach den Ergebnissen der Dritten Bundeswaldinventur (2012) mit 218.000 Hektar in der Hauptbestockung rund zwei Prozent der gesamten Waldfläche ein, in der Jungbestockung ist sie mit 40.000 Hektar zu einem ähnlichen Anteil vertreten. Die größten Douglasienwaldflächen finden sich mit 52.000 Hektar (8,4 Prozent der Landeswaldfläche) in Rheinland-Pfalz und mit 44.000 Hektar (3,3 Prozent der Landeswaldfläche) in Baden-Württemberg. Zwischen 2002 und 2012 hat die Douglasienfläche in den deutschen Wäldern um 35.000 Hektar zugenommen. Der durchschnittliche Zuwachs der Douglasie beträgt in Deutschland 18,9 Vorratsfestmeter pro Hektar und Jahr. Im Jahr 1913 wurde im Schwarzwald eine Douglasie gepflanzt, die mit 67,85 Meter Wuchshöhe der höchste Baum Deutschlands ist (Stand 2023); diese Douglasie wird „Waldtraut“ genannt.
Die Douglasie ist in der Schweiz nur wenig verbreitet. Ihr Bestand beträgt weniger als 0,2 % aller Bäume. Am meisten vertreten ist sie mit ca. 0,6 % im Schweizer Mittelland. Ab den 1850er Jahren wurden Versuche unternommen, die Douglasie auch in der Schweiz anzubauen und forstwirtschaftlich zu nutzen. Die größte Population von Douglasien findet sich in der Schweiz in der Gemeinde Lohn-Ammannsegg im Kanton Solothurn. Um 1886 brachte der damalige Lohner Förster und Kantonsoberförster Rudolf Stuber Douglasiensamen von Amerika in die Schweiz, zog die Sämlinge auf um sie schließlich 1891 in den „Lohner Wald“ auszupflanzen.

### Tertiäre Vorkommen in Europa
Die Gattung der Douglasien (Pseudotsuga) umfasst nur vier rezente Arten, von denen zwei in begrenzten Verbreitungsgebieten in Ostasien und zwei im westlichen Nordamerika vorkommen. In Europa war die Gattung im Tertiär vertreten. Sichere Funde liegen aus dem Oligozän (Rupelium) (Inntal, Österreich) und dem Miozän (Oberlausitz, Deutschland) vor, weitere Funde betreffen fossile Pollen und Hölzer. Besonders die älteren Funde sind in der taxonomischen Zuordnung sehr unsicher.
Die fossilen Arten ähnelten eher den rezenten asiatischen Pseudotsuga-Arten. Für ein europäisches Douglasienvorkommen bis ins Eiszeitalter, wie es in einigen Publikationen unterstellt wird, gibt es keinerlei Hinweise.

### Standortbedingungen und Soziologie
Die Gewöhnliche Douglasie bevorzugt wintermilde Lagen der unteren Bergstufe.
Sie benötigt nur wenig frische, tiefgründige Böden bei mittleren Nährstoffansprüchen. Sie gedeiht am besten auf nährstoffreichen Böden, die jedoch nicht unbedingt kalkreich sein müssen. Sie sollten vor allem lehmig-humos und nicht zu steinig sein. Die Streuzersetzung verläuft mäßig langsam, das Kohlenstoff-Stickstoff-Verhältnis (C/N-Verhältnis) beträgt 77. Die Streu der Douglasie bewirkt, im Gegensatz zum Beispiel zur Fichtenstreu, keine Bodenversauerung.
Die klimatische Spannweite des Vorkommens in Nordamerika ist relativ hoch. Im Nordwesten des Verbreitungsgebietes ist das Klima durch viel Regen, mit teilweise mehr als 2000 mm Niederschlag im Jahr, relativ warme Winter und relativ kühle, trockene Sommer gekennzeichnet. Selbst hier wird das Wachstumspotenzial der Baumart Douglasie durch die Sommertrockenheit begrenzt. Natürliche Störungen sind hauptsächlich auf Stürme und sehr seltene größere Feuer beschränkt. Die Intervalle dieser großen Störungen können mehrere Jahrhunderte betragen. Deshalb können Douglasien in Beständen, die durch ihre Lage vor Stürmen geschützt sind, bis zu tausend Jahre alt werden und Höhen von über 80 m erreichen. Am anderen Ende des Klimaextrems, in den südlicheren Bereichen des Verbreitungsgebietes, kann die Küsten-Douglasie durchaus längere und wärmere Sommertrockenzeiten ertragen. So sind z. B. die Regenfälle in Medford in der Siskiyou Region in Oregon auf 540 mm/Jahr beschränkt, von denen typischerweise nur 30 bis 40 mm im Sommer fallen. Feuer sind wesentlich häufiger und machen sich auch in der typischen Bestandstruktur bemerkbar. Aufgrund der größeren Häufigkeit von Waldbränden und hoher Variabilität in den Bodeneigenschaften ist in diesen Gebieten die Bestandesstruktur eher gemischt, kleinflächig und ungleichaltrig. Dabei kommt die Douglasie in Mischung mit Ponderosa-Kiefer, Jeffreys Kiefer, Lawsons Scheinzypresse und weiteren Baumarten vor. An der Trockengrenze war die Verbreitung der Douglasie historisch von Trockenheiten und den damit verbundenen häufigen Feuern limitiert.
Die Gewöhnliche Douglasie kommt in Nordamerika in Gesellschaften des pflanzensoziologischen Verbands Gaultherio-Pseudotsugion Knapp 57 vor.

## Systematik und Taxonomie
Die Gewöhnliche Douglasie (Pseudotsuga menziesii) wurde 1825 von Charles François Brisseau de Mirbel (1776–1854) als Abies menziesii Mirb. erstbeschrieben. Erst 1950 stellte sie der portugiesische Botaniker João Manuel António do Amaral Franco (1921–2009) unter dem heute gültigen Namen Pseudotsuga menziesii (Mirbel) Franco in die Gattung Pseudotsuga.
Die Douglasie (Pseudotsuga menziesii) wird in zwei Varietäten gegliedert:
- Küsten-Douglasie (Pseudotsuga menziesii (Mirbel) Franco var. menziesii; Syn.: Pinus taxifolia Lamb. nom. illeg., Abies taxifolia Poir., Pinus douglasii Sabine ex D.Don, Pseudotsuga douglasii (Sabine ex D.Don) Carrière), auch Grüne Douglasie genannt; diese Varietät wird in Deutschland forstlich angebaut. Sie kommt ursprünglich im südöstlichen Alaska, in British Columbien, Washington, Oregon und Kalifornien vor.[33]
- Gebirgs-Douglasie (Pseudotsuga menziesii var. glauca (Beissn.) Franco, Syn.: Pseudotsuga douglasii var. glauca (Beissn.) Mayr, Pseudotsuga menziesii subsp. glaucescens (Carrière) P.D.Sell, Pseudotsuga menziesii var. caesia (Schwer.) Franco), auch Blaue oder Colorado-Douglasie bzw. Inland-Douglasie genannt. Sie kommt ursprünglich von den Rocky Mountains bis ins zentrale Mexiko vor.[33]

## Nutzung

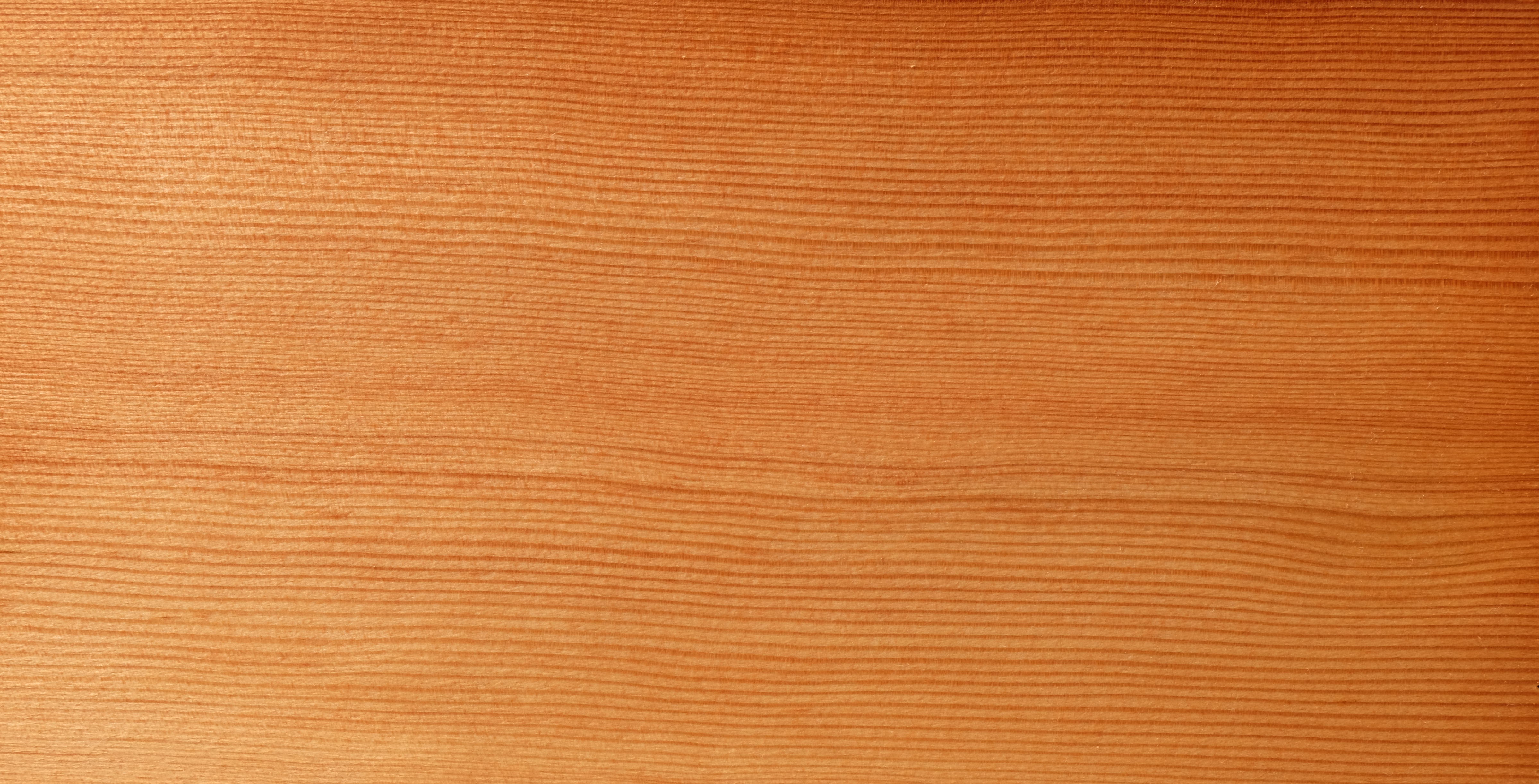
Furnierholz der Douglasie

Das Holz der Douglasie ist vielfältig verwendbar. Es ist frisch leicht rötlich wie Lärchenholz und findet Verwendung als Furnierholz (Schälholz), Ausstattungsholz (Parkett, Möbel, Vertäfelung), Konstruktionsholz für mittlere Beanspruchung im Innen-, Erd- und Wasserbau, für Fenster, Türen und Spezialholz (Schiffsmasten, Rammpfähle, Schwellen, Fässer). Das Holz der Douglasie ist im Kern besser imprägnierbar als Fichtenholz und wird als das beste Holz zum Bau von Dachstühlen angesehen.
Douglasienholz ist eine der in Deutschland als Bauholz für tragende Konstruktionen zugelassenen Holzarten. Es verfügt über eine höhere natürliche Dauerhaftigkeit (Resistenz) als beispielsweise das häufig als Bauholz verwendete Fichtenholz. Das Kernholz wird nach DIN 68364 (1979) in Resistenzklasse 3 („mäßig dauerhaft“) eingestuft und kann daher ohne chemischen Holzschutz auch in Bereichen eingesetzt werden, wo eine gelegentliche Befeuchtung nicht ausgeschlossen ist (Gebrauchsklasse 2). Es hat eine äußerst geringe Wärmeleitzahl von 0,151 W/(m·K).

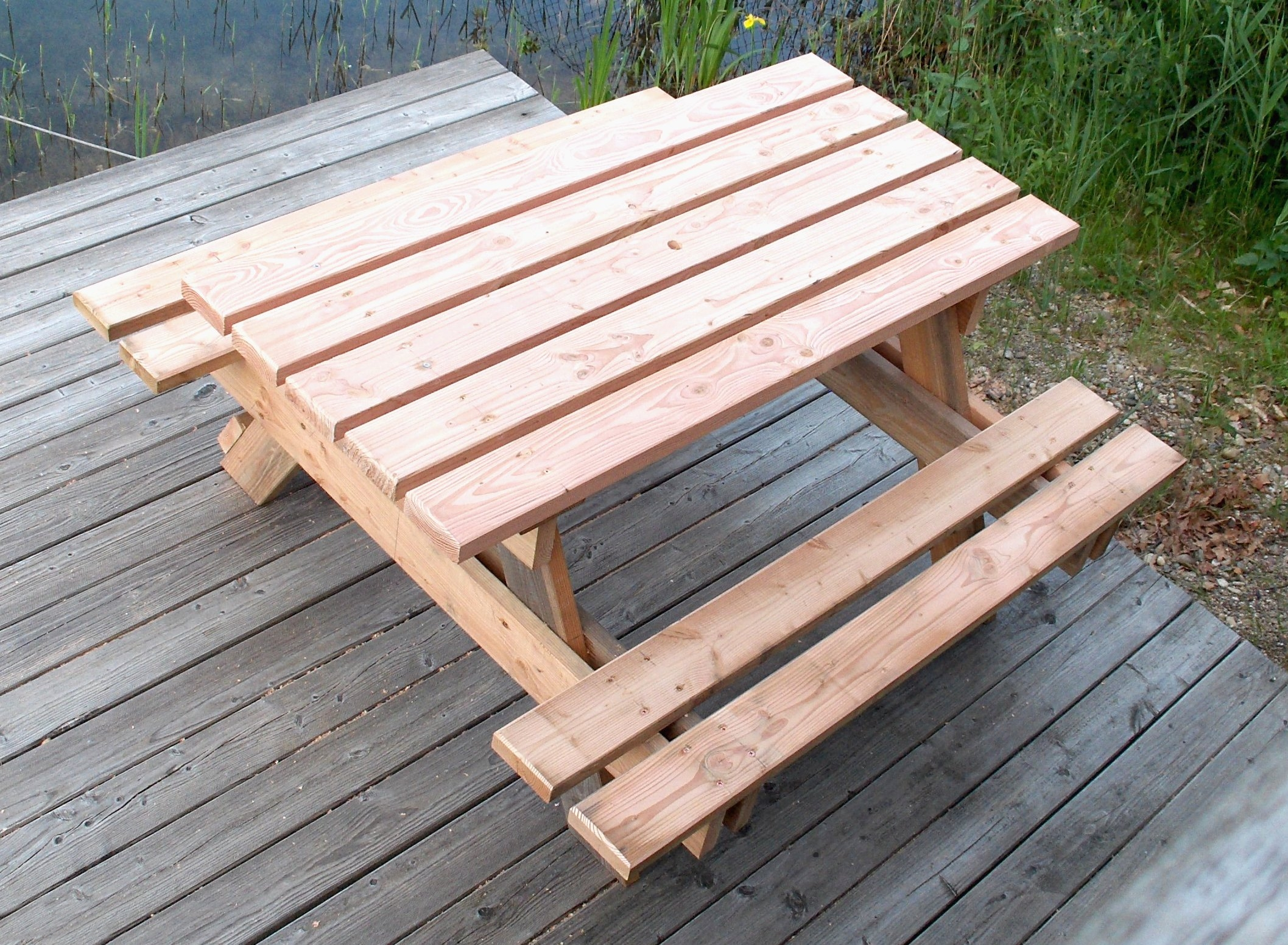
Picknicktisch aus neuen Douglasienbrettern auf einer Plattform, ebenfalls aus Douglasie, die schon mehrere Jahre dem Wetter ausgesetzt war

Nach dem Zweiten Weltkrieg wurde die Douglasie in Deutschland zur schnellen Holzgewinnung in Reinbeständen angebaut, z. B. auf den kühlen und feuchten Hochflächen des Rheinischen Schiefergebirges. Auch wegen des Rückgangs von Monokulturen im Forst sind heute nur noch Restbestände vorhanden. Vor dem Hintergrund des sich abzeichnenden Klimawandels und des damit einhergehenden Niederschlagrückgangs könnte die forstwirtschaftliche Nutzung der relativ trockenresistenten Douglasie in Deutschland allerdings wieder an Bedeutung gewinnen.
Das Harz ist als Oregonbalsam bekannt.
Es gab Versuche, aus der Rinde Wachs zu gewinnen.
Als Weihnachtsbaum wird auch die Douglasie wegen ihrer Haltbarkeit verwendet, wegen der zarten Zweige ist sie allerdings für allzu schweren Behang nicht geeignet.

## Einstufung als invasiver Neophyt
Die Douglasie wurde in Deutschland vom Bundesamt für Naturschutz (BfN) als invasiver Neophyt eingestuft: Im Jahr 2013 wurde sie vom BfN auf die Schwarze Liste invasiver Arten aufgenommen. Auf vielen Bodentypen, insbesondere auf trockenen und sauren Böden, sei die Douglasie dominant und verdränge heimische Arten. Nur auf feuchten Böden stelle sie kein Problem dar. Laut BfN sollen Anpflanzungen mindestens im Umkreis von 300 Metern von gefährdeten Lebensraumtypen, wie z. B. Silikatfelsen, unterbleiben und Altbäume möglichst sofort bzw. Jungwuchs sukzessive entfernt werden. In Österreich wird die Art als potenziell invasiv eingestuft. In der Schweiz wird empfohlen, Douglasien im Umkreis von mehreren Hundert Metern um geschützte Biotope nicht anzubauen.  Im Gegensatz zu Deutschland wird die Douglasie in der Schweiz aber nicht auf der Schwarzen Liste geführt (Stand 2014). Diese negativen naturschutzfachlichen Bewertungen werden von einigen deutschen Forstwissenschaftlern bezweifelt, die der Douglasie in Mitteleuropa aufgrund ihrer Verjüngungsökologie und der Kontrollierbarkeit ihrer Ausbreitung nur ein geringes Potenzial zur Verdrängung einheimischer Arten zuschreiben.  Bislang konnten etwa in Bayern grundsätzlich weder Gefährdungen für die Biodiversität noch eine invasive Ausbreitung festgestellt werden. Lediglich auf einzelnen Sonderstandorten (beispielsweise lichte, warme Blockhalden) kann sie die natürlich dort vorkommenden Lebensgemeinschaften verändern.

## Wissenswertes

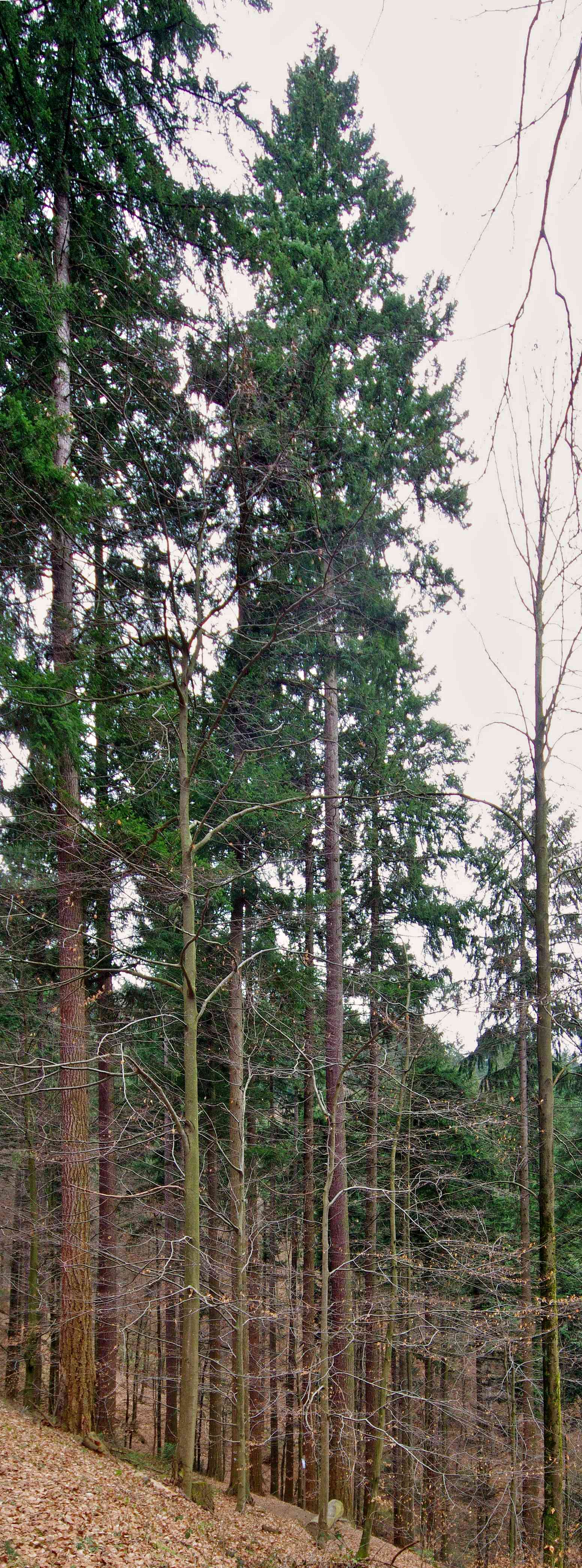
Die Douglasie Waldtraut vom Mühlwald ist der höchste Baum Deutschlands

Der höchste Baum Deutschlands steht im Arboretum Freiburg-Günterstal. Diese über 100 Jahre alte Douglasie Waldtraut vom Mühlwald im Stadtwald von Freiburg im Breisgau im Stadtteil Günterstal ist (Stand April 2019) 67,1 m hoch und damit höher als die Douglasie im Eberbacher Stadtwald, die vorher als höchster Baum Deutschlands galt (Stand 2017: 63,3 m).
Die Douglasie ist Staatsbaum des US-Bundesstaates Oregon.
2011 wurde eine umfangreiche forstwissenschaftliche Studie (Albrecht u. a., 2011) publiziert, die belegt, dass entgegen bislang oft vorgebrachten Thesen Douglasien in Baden-Württemberg ein genauso hohes Windwurfrisiko aufweisen wie Fichten. Hierzu ein Zitat aus den Schlussfolgerungen: „Nach der Berücksichtigung von Bestandesdimension, Standorteigenschaften und waldbaulichen Eingriffen zeigt sich, dass das Sturmrisiko von Douglasie auf den untersuchten langfristigen waldwachstumskundlichen Versuchsflächen ähnlich hoch einzustufen ist wie das der Fichte. Waldbauliche Systeme für Douglasie in Mitteleuropa sollten vor dem Hintergrund eines allgemein hohen Sturmrisikopotentials revidiert werden.“
In Medebach-Glindfeld stehen die „Himmelssäulen“. 38 Douglasien in Reihe gepflanzt mit einer Höhe von ca. 61 Metern.